# Villarrodrigo
Villarrodrigo is een gemeente in de Spaanse provincie Jaén in de regio Andalusië met een oppervlakte van 78,50 km². Villarrodrigo telt 441 inwoners (1 januari 2016).

## Demografische ontwikkeling
Bron: INE, 1857-2011: volkstellingen